# Паршин, Юрий Константинович
Юрий Константинович Паршин (1924—1941) — краснофлотец Военно-морского флота СССР, участник Великой Отечественной войны, Герой Советского Союза (1942).

## Биография
Юрий Паршин родился в 1924 году в городе Орехово-Зуево. В 1941 году он был призван на службу в Военно-морской флот СССР. С начала Великой Отечественной войны — в действующей армии, был стрелком 18-го отдельного батальона морской пехоты Береговой обороны Черноморского флота. Отличился во время обороны Севастополя.
7 ноября 1941 года Паршин в составе группы Николая Фильченкова участвовал в отражении немецких контратак у села Дуванкой (ныне — Верхнесадовое в черте Севастополя). В разгар ожесточённого боя Паршин со связкой гранат бросился под прорвавшийся к их позициям вражеский танк, ценой своей жизни уничтожив его. Всего же группа Фильченкова в том бою уничтожила 10 танков, остановив на этом участке наступление противника. Паршин похоронен в братской могиле на кладбище посёлка Дергачи в черте Севастополя.
Указом Президиума Верховного Совета СССР от 23 октября 1942 года за «образцовое выполнение боевых заданий командования на фронте борьбы с немецкими захватчиками и проявленные при этом мужество и героизм» краснофлотец Юрий Паршин посмертно был удостоен высокого звания Героя Советского Союза. Также посмертно был награждён орденом Ленина. Навечно зачислен в списки личного состава воинской части.
В честь Паршина названа улица в Севастополе, а на месте последнего боя группы Фильченкова установлен памятник.

## Критика
Детальный анализ немецких документов в последних исторических работах показывает на полное отсутствие танков и танковых частей с составе наступающей 11-й армии Э. Манштейна, у которой имелась только самоходная артиллерия в составе 190-го дивизиона штурмовых орудий и лёгкая разведывательная бронетехника. На этом основании конкретные обстоятельства подвига группы Н. Фильченкова подвергаются серьёзным сомнениям. Основная советская версия подвига основана на статье старшего политрука заведующего отделом агитации и пропаганды газеты «Красный Черноморец» Меера Наумовича Когута, которая была написана через 7 месяцев после событий. Она не основана на официальных донесениях разведгруппы и вообще нет ссылок на конкретных выживших участников боя.
Вот как описан М. Когутом источник статьи:

Об этом беспримерном подвиге пяти черноморцев защитники Севастополя передавали из уст в уста. Но никто не знал имен бойцов, которые в тяжелые для города дни своей грудью преградили фашистским танкам путь к Севастополю. На днях нам пришлось встретиться с одним моряком, который и рассказал всю историю этого подвига.
В статье не только подробно расписаны действия каждого участника боя, но и приводятся фантастические подробности наподобие атаки советских позиций под прикрытием отары овец, уничтожения экипажей танков из стрелкового оружия через смотровые щели. В середине статьи безымянные герои внезапно получают конкретные фамилии и звания. Сам М. Н. Коган в после взятия Севастополя в 1942 году попал в плен и погиб, поэтому его источники невозможно проверить. При этом выживший матрос морской пехоты Г. Е. Замиховский в декабрьских боях за Севастополь награждённый медаль «За отвагу», в своих воспоминаниях даёт другую картину происшедшего:

А вот «знаменитого» подвига группы политрука Фильченкова я не помню! Вы уж меня простите, но я был под Дуванкой 7-го ноября, и наша рота стояла сразу позади 18-го батальона морской пехоты под командованием Черноусова. Не было там немецких танков! Танки шли на позиции сводного батальона курсантов училища береговой обороны имени Ленинского комсомола. Батальон занимал позиции возле Бахчисарая. Найдите в России двух бывших курсантов Ройтбурга и Исраилевича. Они ещё живы. Пусть вам расскажут, как 1200 моряков этого батальона с учебными винтовками геройски закрыли грудью Севастополь, и почти все там сложили свои головы.
Из непреложных фактов сейчас имеется выдвижение группы Фильченкова навстречу передовым разведотрядам группы Циглера, в составе которых могла быть легкая бронетехника, и возможно, самоходные орудия Stug III из 190-го дивизиона штурмовых орудий. Группа приняла бой с неизвестными результатами и погибла в полном составе, что никак не умаляет подвиг её бойцов.